# Paweł Socha

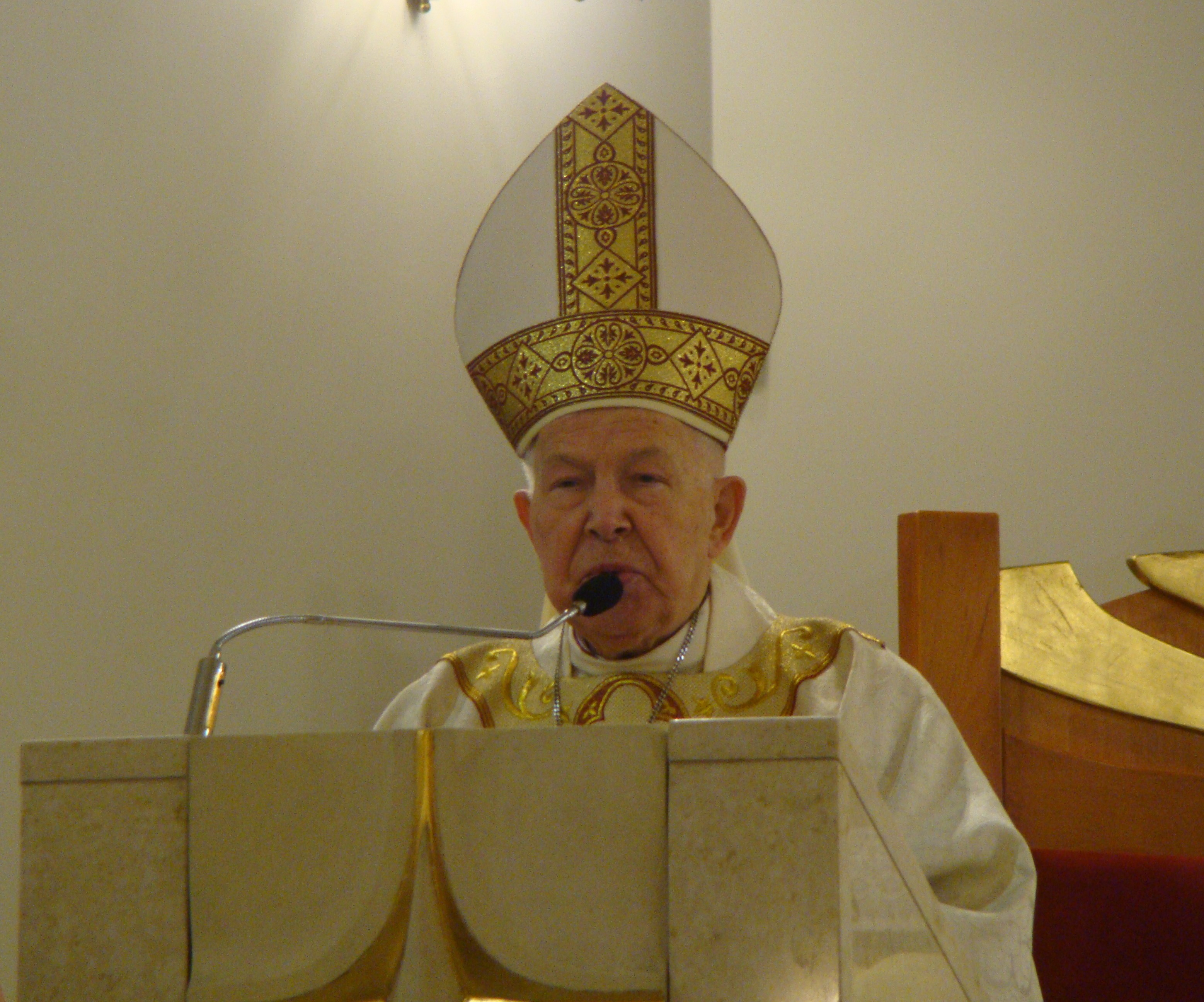
Paweł Socha, 2024

Paweł Socha CM (* 10. Januar 1935 in Wojslawice, Woiwodschaft Masowien, Polen) ist emeritierter Weihbischof in Gorzów.

## Leben
Paweł Socha trat der Ordensgemeinschaft der Lazaristen bei und der Erzbischof von Lemberg und Apostolische Administrator von Kraków, Eugeniusz Baziak, weihte ihn am 22. Mai 1958 zum Priester.
Papst Paul VI. ernannte ihn am 20. November 1973 Titularbischof von Thunigaba und Weihbischof in Gorzów. Der Erzbischof von Krakau, Karol Józef Kardinal Wojtyła, spendete ihm am 26. Dezember desselben Jahres die Bischofsweihe; Mitkonsekratoren waren Wilhelm Pluta, Bischof von Gorzów, Jerzy Stroba, Bischof von Stettin-Cammin, Ignacy Ludwik Jeż, Bischof von Koszalin-Kołobrzeg, und Albin Małysiak CM, Weihbischof in Krakau. Als Wahlspruch wählte er Facere veritatem in caritate („Die Wahrheit in Liebe tun“).
Am 16. Januar 2012 nahm Papst Benedikt XVI. das von Paweł Socha aus Altersgründen vorgebrachte Rücktrittsgesuch an.